# Antoine Mayala ma Mpangu
Antoine Mayala ma Mpangu (* 3. März 1926 in Nselo, Zaire; † 31. März 1993 in Kisantu, Demokratische Republik Kongo) war Bischof von Kisantu.

## Leben
Antoine Mayala ma Mpangu empfing am 8. August 1943 durch den Apostolischen Vikar von Kisantu, Alphonse Verwimp SJ, das Sakrament der Priesterweihe.
Am 30. August 1971 ernannte ihn Papst Paul VI. zum Titularbischof von Flenucleta und bestellte ihn zum Koadjutorbischof von Kisantu. Der Apostolische Nuntius in Zaire, Erzbischof Bruno Torpigliani, spendete ihm am 21. November desselben Jahres in der Kathedrale Notre Dame de Sept Douleurs in Kisantu die Bischofsweihe; Mitkonsekratoren waren der Bischof von Kisantu, Pierre Kimbondo, und der Bischof von Matadi, Simon N’Zita Wa Ne Malanda.
Am 27. April 1973 wurde Antoine Mayala ma Mpangu in Nachfolge des zurückgetretenen Pierre Kimbondo Bischof von Kisantu.